# Stonkoe
Stonkoe is een plaats aan de Saramaccarivier in Suriname. Het ligt zo'n 220 kilometer ten zuiden van Paramaribo en 40 kilometer ten westen van het Brokopondostuwmeer in het district Sipaliwini.
Bofe · Boslanti · Cabana · Heidoti · Kwattahede · Makajapingo · Mamadam · Misalibiekondre · Moetoetoetabriki · Nieuw-Jacobkondre · Oemakondre · Pakkapakka · Poesoegroenoe · Stonkoe · Villa Brazil